# Tiếng Shtokavia

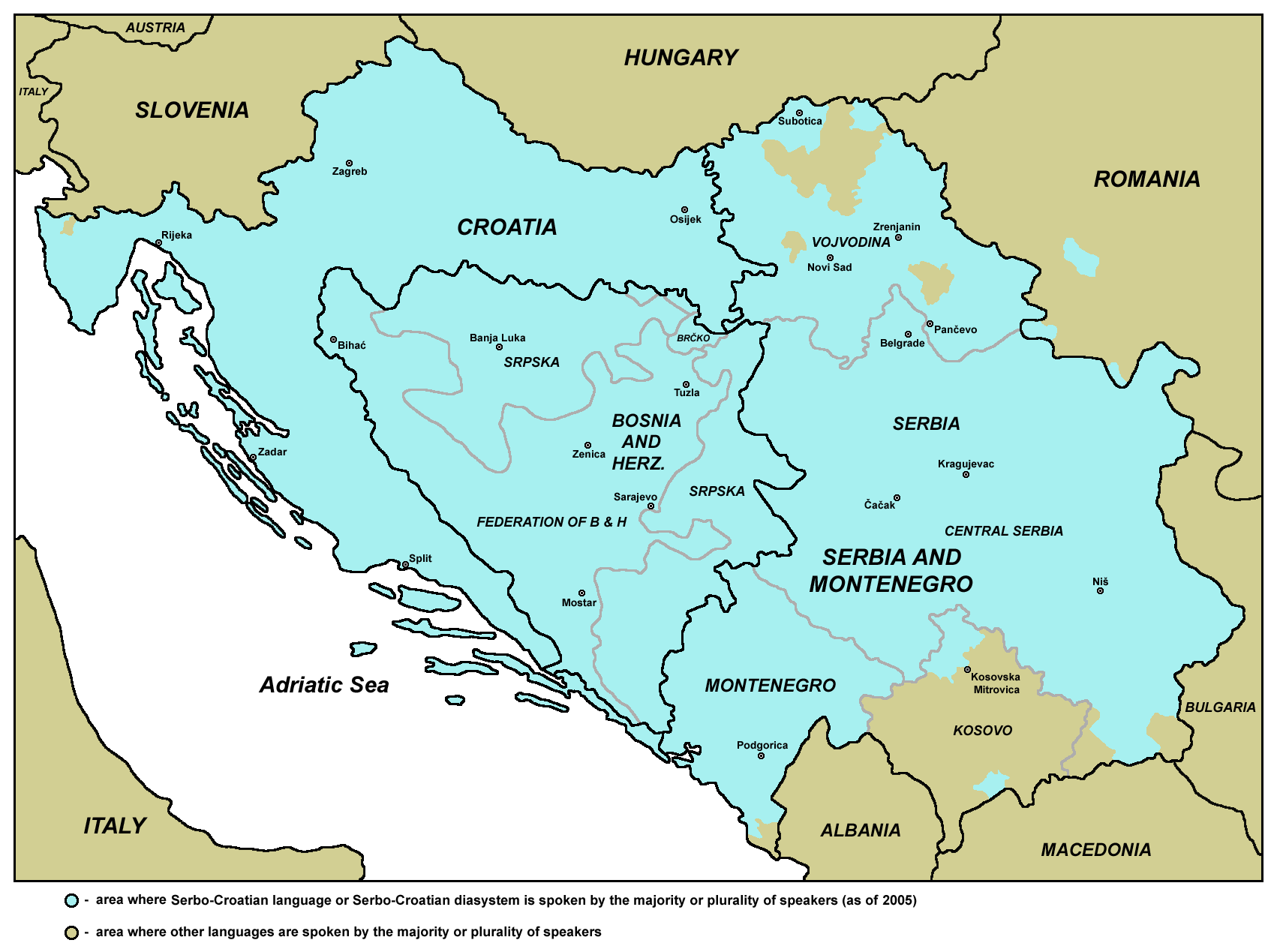
Khu vực nơi các ngôn ngữ tiêu chuẩn Shtokavia được sử dụng bởi đa số cư dân hoặc cộng đồng chính (năm 2005)

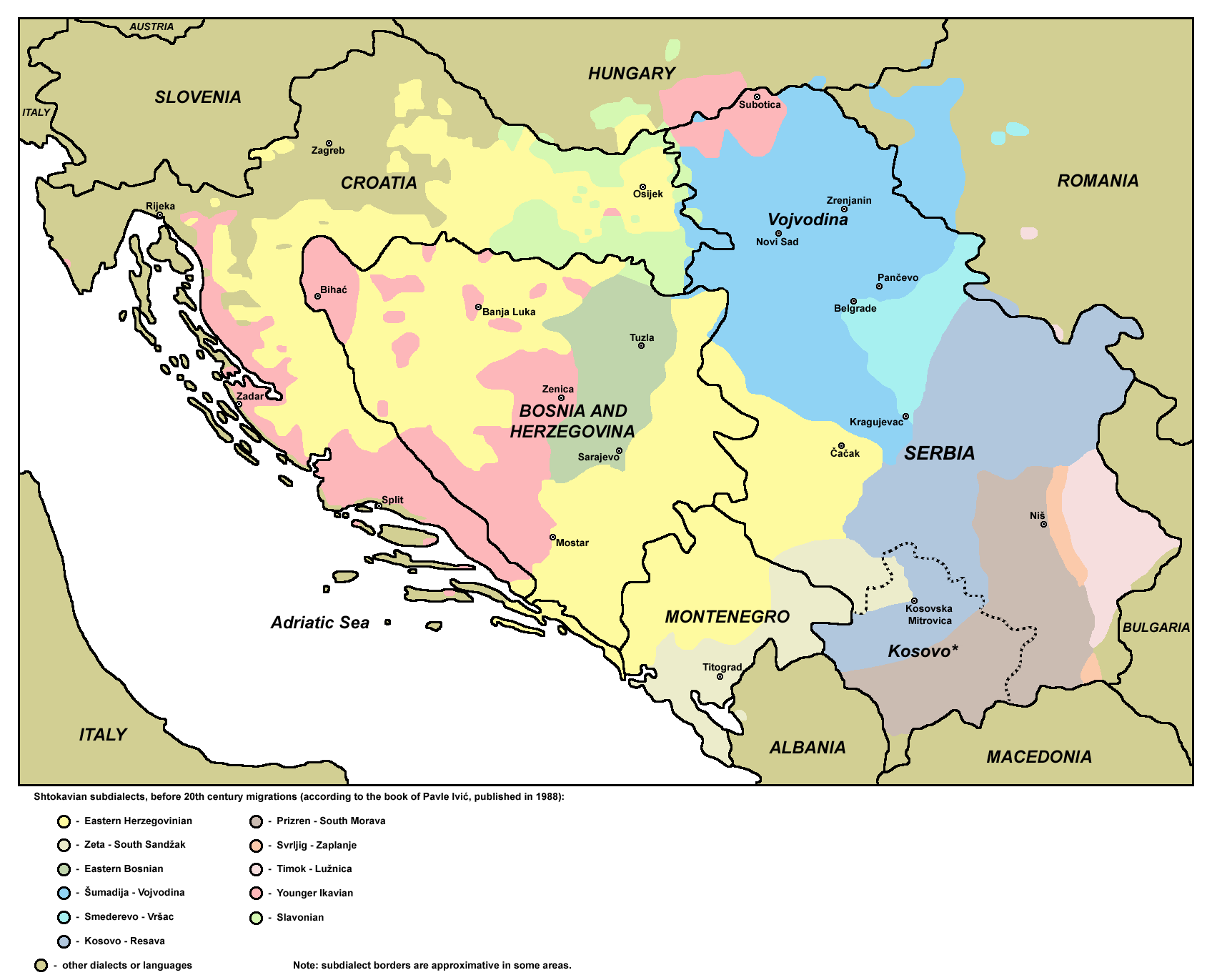
Phân bố các phương ngữ tiếng Shtokavia trước thế kỷ 20

Tiếng Shtokavia, Stokavia hoặc Štokavia là phương ngữ uy tín của ngôn ngữ đa tâm Serbia-Croatia và là cơ sở cho tiếng Serbia, tiếng Croatia, tiếng Bosnia và tiếng Montenegro tiêu chuẩn. Nó là một phần của cụm phương ngữ Nam Slav. Tên của nó xuất phát từ đại từ nghi vấn "gì" trong tiếng Tây Shtokavia, što (šta trong Đông Shtokavia). Điều này khác biệt với phương ngữ Kajkavia và Chakavia (kaj và ča là từ nghĩa là "gì" trong hai phương ngữ này).
Tiếng Shtokavia được nói ở Serbia, Montenegro, Bosna và Hercegovina, phần lớn Croatia, cũng như miền nam của Burgenland, Áo. Việc chia nhỏ tiếng Shtokavia đều dựa trên hai nguyên tắc: tiểu phương ngữ ấy thuộc Shtokavia cổ hay Shtokavia mới, và âm vị jat đã thay đổi ra sao. Phương ngữ học hiện đại thường công nhận bảy phương ngữ con của tiếng Shtokavia.